# Первушин, Сергей Александрович
Сергей Александрович Первушин (род. 29 марта 1970, Гремячий, Вологодская область) — советский и российский футболист, нападающий; тренер.

## Биография
Воспитанник ДЮСШ посёлка Сосновка Тамбовской области. На взрослом уровне начал выступать в 1988 году в составе тамбовского «Спартака» и провёл в команде четыре сезона во второй лиге СССР. В первом сезоне чемпионата России выступал за анапский «Спартак» в первой лиге.
В конце 1992 года перешёл в венгерский клуб «Шиофок», выступавший в высшем дивизионе Венгрии, в его составе за два неполных сезона сыграл 7 матчей и забил 2 гола.
После возвращения в Россию играл в основном за клубы второго дивизиона — «Металлург» (Липецк), «Спартак» (Тамбов), «СКА-Энергия» (Хабаровск), «Металлург» (Новокузнецк), «Динамо» (Вологда). Неоднократно становился лучшим бомбардиром своих команд. В 1996 году с тамбовским «Спартаком» стал победителем зонального турнира третьей лиги, а в 2001 году в составе «СКА-Энергии» победил в зональном турнире второго дивизиона
Всего за карьеру в первенствах СССР и России сыграл около 480 матчей на профессиональном уровне и забил 144 гола (в том числе в составе тамбовского «Спартака» — 285 матчей и 104 гола).
После окончания карьеры некоторое время работал начальником тамбовского «Спартака». В июне 2013 года стал главным тренером вновь созданного ФК «Тамбов» и возглавлял команду до начала октября. В 2015 году снова вошёл в тренерский штаб клуба, работал главным тренером молодёжного состава. В 2013 году получил тренерскую лицензию «А» (2013).
Главный тренер «Тамбова» с 2019 по 2021 год; при этом некоторое время де-юре главным тренером был Тимур Шипшев, а после поступления Первушина на обучение в академию тренерского мастерства для получения лицензии категории Pro было объявлено, что он получит возможность официально возглавить команду.
22 июня 2021 года возглавил «Кубань», вышедшую в ФНЛ, подписав контракт сроком на два года. Но уже 12 августа того же года был уволен из-за неудовлетворительных результатов команды — одно очко в пяти матчах. 11 января 2022 года вошёл в тренерский штаб Сергея Машнина в липецком «Металлурге». 24 июня был назначен исполняющим обязанности главного тренера, через несколько дней стал главным тренером. 19 сентября 2023 года, после поражения «Металлурга» от «Челябинска», был отправлен в отставку.
16 декабря 2023 года вошёл в тренерский штаб Дмитрия Пятибратова в песчанокопской «Чайке», подписав контракт на один год. 23 августа 2024 года, после назначения Пятибратова в воронежский «Факел», Первушин также вошёл в его штаб. 8 апреля 2025 года стал главным тренером в песчанокопской «Чайке», подписав контракт до конца сезона 2024/25. 27 июня 2025 года возглавил новороссийский «Черноморец», подписав контракт на один год с возможностью пролонгации ещё на сезон.

## Достижения
- Победитель второго дивизиона России: 2001 (зона «Восток»)
- Победитель третьей лиги России: 1996 (5-я зона)
- Лучший бомбардир второго дивизиона России: 2003 (зона «Центр», 27 голов)